# جوتفريد هانكه
جوتفريد بنيامين هانكه Gottfried Benjamin Hancke (ولد سنة 1695 في شليزيا – ومات في سنة 1750 في دريسدن) هو شاعر من شليزيا ينتمي إلى عصر الباروك.
يحيط الغموض على تفاصيل حياة هانكه. ويبدو أنه قد درس علوم القانون ثم عمل محاميا في شفايدنيتس، حيث نشر هناك أولى أعماله. ويعتبر التشجيع الذي كان يتلقاه من الأمير فرانتس أنتون فون شبورك في قصر كوكس ذا أهمية كبيرة في مسيرة حياة هانكه. عمل في نهاية حياته أمينا للأرشيف في دريسدن.
يعتبر هانكه شعريا منتميا إلى ما يعرف بالمدرسة الشليزية الثانية. وظل طيلة حياته معجبا ومتحمسا للشاعر بنيامين نويْكيرش. ولا تزال قصيدته «هيا هيا إلى الصيد المبكر» „Auf, auf, zum fröhlichen Jagen“ من أشهر قصائده حتى اليوم.

## مراجع

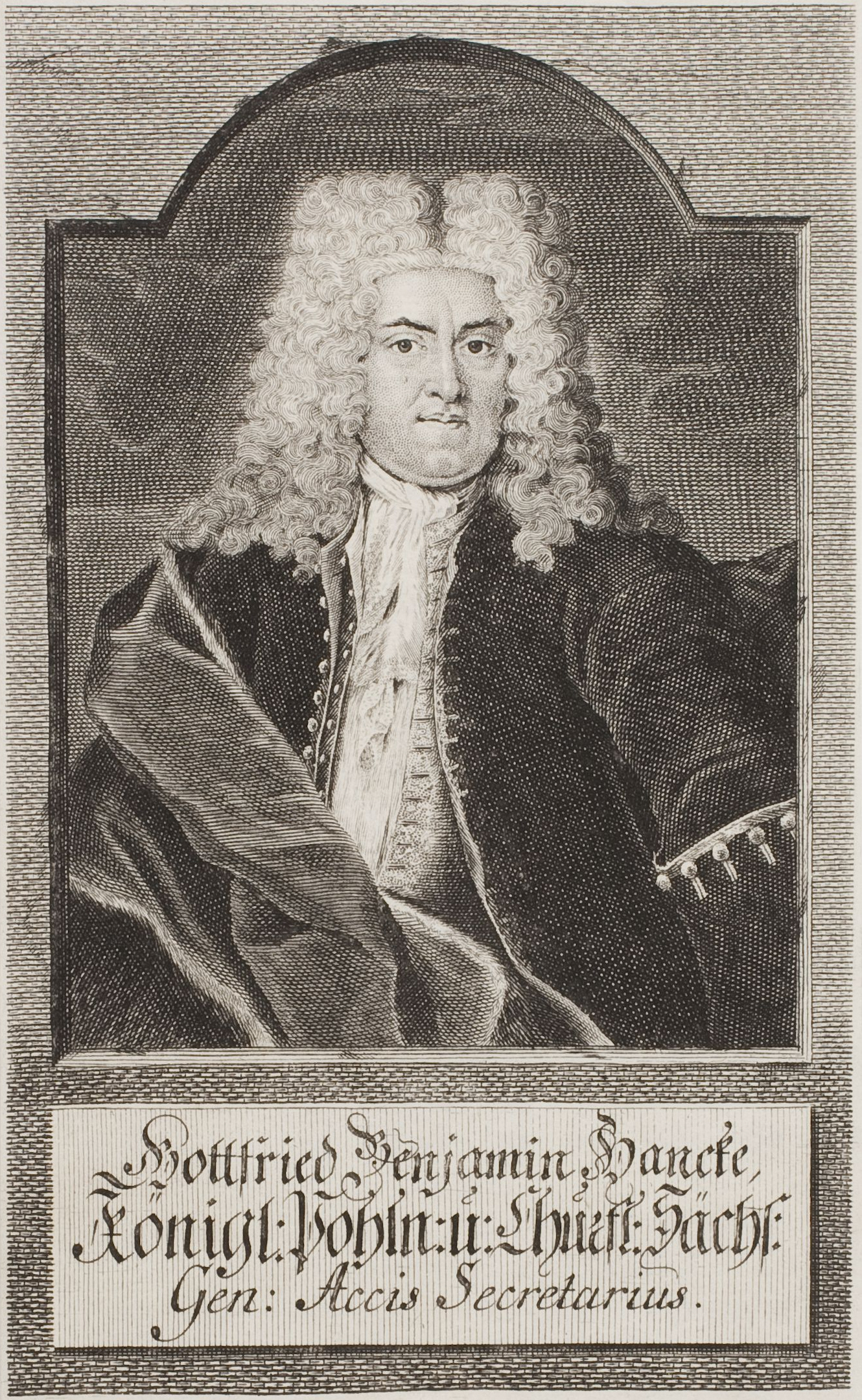
Gottfried Benjamin Hancke